# Cratere Wilhelm

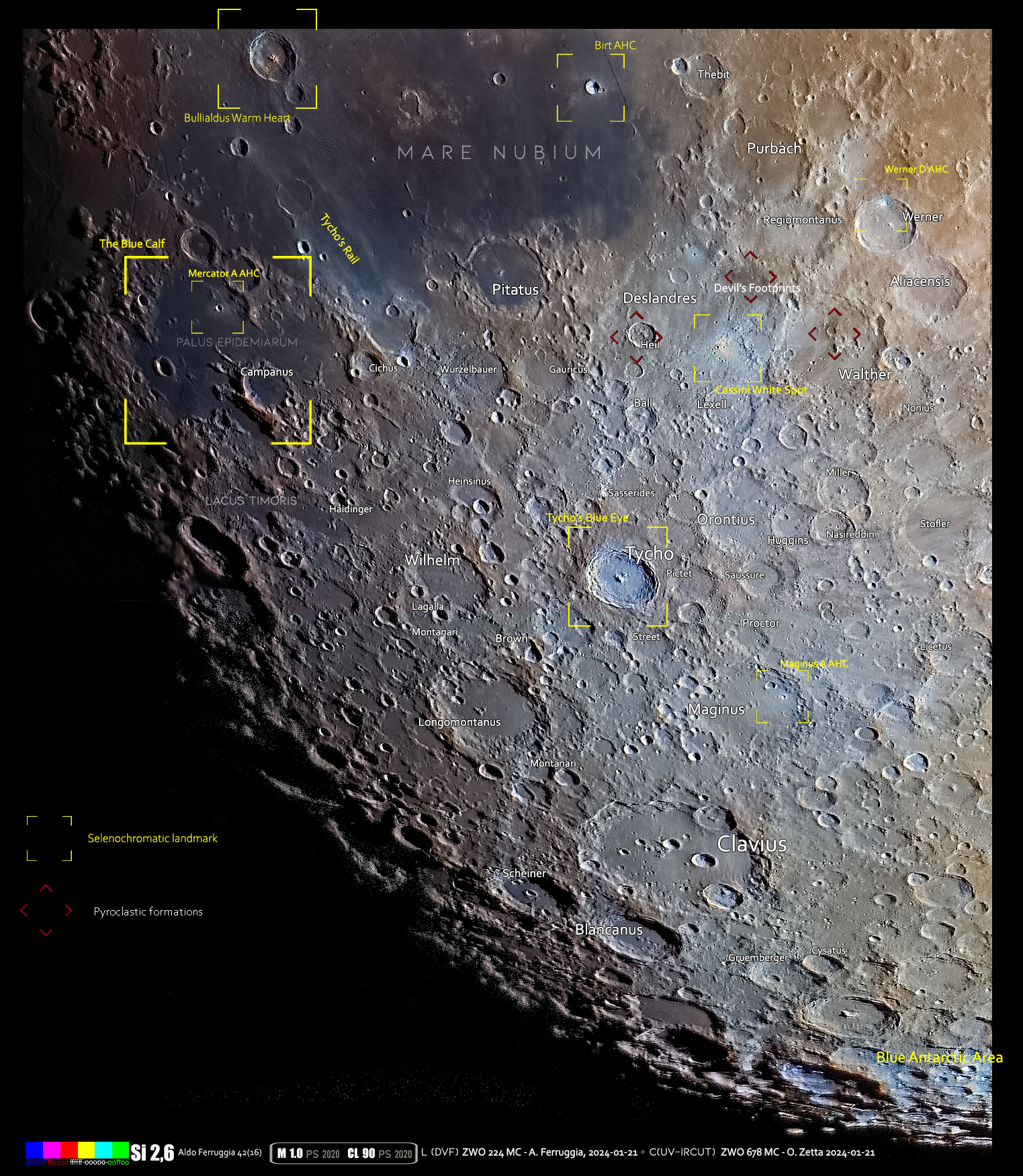
Area del cratere in formato selenocromatico

Wilhelm è un grande cratere lunare di 100,83 km situato nella parte sud-occidentale della faccia visibile della Luna.